# Кандор (Нью-Йорк)
Кандор (англ. Candor) — місто (англ. town) в США, в окрузі Тайога штату Нью-Йорк. Населення — 5149 осіб (2020).

## Демографія
Згідно з переписом 2010 року, у місті мешкало 5305 осіб у 2106 домогосподарствах у складі 1476 родин. Було 2359 помешкань
Расовий склад населення:
| - 96,7 % — білих - 1,1 % — чорних або афроамериканців - 0,2 % — корінних американців - 0,1 % — азіатів |

До двох чи більше рас належало 1,4 %. Частка іспаномовних становила 1,9 % від усіх жителів.
За віковим діапазоном населення розподілялося таким чином: 24,1 % — особи молодші 18 років, 61,0 % — особи у віці 18—64 років, 14,9 % — особи у віці 65 років та старші. Медіана віку мешканця становила 41,7 року. На 100 осіб жіночої статі у місті припадало 95,3 чоловіків;  на 100 жінок у віці від 18 років та старших — 95,2 чоловіків також старших 18 років.
Середній дохід на одне домашнє господарство  становив 64 598 доларів США (медіана — 54 750), а середній дохід на одну сім'ю — 74 437 доларів (медіана — 61 806). Медіана доходів становила 41 738 доларів для чоловіків та 43 969 доларів для жінок. За межею бідності перебувало 9,4 % осіб, у тому числі 13,1 % дітей у віці до 18 років та 3,8 % осіб у віці 65 років та старших.
Цивільне працевлаштоване населення становило 2398 осіб. Основні галузі зайнятості: освіта, охорона здоров'я та соціальна допомога — 34,5 %, роздрібна торгівля — 12,5 %, виробництво — 11,8 %.